# Eleccions legislatives daneses de 1990
Les eleccions legislatives daneses de 1990 se celebraren el 12 de desembre de 1990. El partit més votat foren els socialdemòcrates, però formaren un govern de coalició del Partit Popular Conservador amb Venstre, dirigit per Poul Schlüter.
| Partit                      | Líder                    | Vots           | %              | Escons         | +/-            |                |
| --------------------------- | ------------------------ | -------------- | -------------- | -------------- | -------------- | -------------- |
| Socialdemokratiet           | Svend Auken              | 1,221,121      | 37.4           | 69             | +14            |                |
| Det Konservative Folkeparti | Poul Schlüter            | 517,293        | 16.0           | 30             | -5             |                |
| Venstre                     | Uffe Ellemann-Jensen     | 511,643        | 15.8           | 29             | +7             |                |
| Socialistisk Folkeparti     | Gert Petersen            | 268,759        | 8.3            | 15             | -9             |                |
| Fremskridtspartiet          | Pia Kjærsgaard           | 208,484        | 6.4            | 12             | -4             |                |
| Centrum-Demokraterne        | Mimi Jakobsen            | 165,556        | 5,1            | 9              | -              |                |
| Det Radikale Venstre        | Niels Helveg Petersen    | 114,888        | 3.5            | 7              | -3             |                |
| Kristeligt Folkeparti       | Flemming Kofoed-Svendsen | 74,174         | 2.3            | 4              | -              |                |
| Fælles Kurs (P)             |                          | 57,896         | 1.8            | 0              | -              |                |
| Enhedslisten                |                          | 54,038         | 1.7            | 0              | Nou            |                |
| De Grønne (G)               |                          | 27,642         | 0.9            | 0              | -              |                |
| Danmarks Retsforbund (E)    | Ib Christensen           | 17,181         | 0.5            | 0              | -              |                |
| Det Humanistiske Parti (H)  |                          | 763            | 0              | 0              | -              |                |
| Participació                | Participació             | 82,8%          | 82,8%          | 82,8%          | 82,8%          | 82,8%          |
| Font                        | Font                     | Folketinget.dk | Folketinget.dk | Folketinget.dk | Folketinget.dk | Folketinget.dk |